# Giuditta Grisi
Giuditta Grisi (Milano, 28 luglio 1805 – Robecco d'Oglio, 1º maggio 1840) è stata un mezzosoprano italiano, sorella maggiore del soprano Giulia Grisi, cugina della ballerina Carlotta Grisi e nipote di Giuseppina Grassini.

## Biografia
Studiò inizialmente con la zia e poi al Real Conservatorio di musica di Milano, debuttando a Vienna, nel 1826, nella parte di Faliero in Bianca e Falliero di Gioachino Rossini. Specializzatasi nei ruoli rossiniani, cantò in tutta Italia. 
Nel 1828 interpretò il ruolo di Pamira nella versione italiana de L'assedio di Corinto al Teatro Regio di Parma e quello di Francesca nella prima assoluta di Francesca da Rimini di Pietro Generali con Marietta Brambilla e Giovanni Battista Verger al Teatro La Fenice di Venezia. Vincenzo Bellini scrisse per lei il ruolo di Romeo ne I Capuleti e i Montecchi, che videro la luce, sempre alla Fenice, nel 1830.
La Grisi fu in scena anche a Londra e al Théâtre-Italien di Parigi, cantando, fra le altre opere, I Capuleti e i Montecchi, La straniera, La donna del lago.
Si unì in matrimonio con il Conte Cristoforo Barni nel 1834. La portinaia di palazzo Barni nonché governante di Giuditta Grisi era Peppina Cornalba, nonna materna della poetessa Ada Negri. Nell'opera di quest'ultima hanno fondamentale importanza nella costruzione del proprio immaginario biografico e letterario il mito di Giuditta e del rapporto con casa Barni.
Pur dotata di talento, soffrì prematuramente di problemi vocali, che necessitarono considerevoli trasposizioni e riscritture delle trame vocali. 
Morì trentaquattrenne all'alba del 1º maggio 1840 nella villa del marito, presso Robecco d'Oglio (oggi Villa Barni Della Scala).
La Grisi è uno dei protagonisti del romanzo di Marco Fabio Apolloni Il mistero della locanda Serny, edito da Ponte alle Grazie nel 2003.

## Ruoli creati
- Il ruolo del titolo in Rosmonda d'Inghilterra di Coccia (29 febbraio 1829, Venezia)
- Romeo Montecchi ne I Capuleti e i Montecchi di Bellini (11 marzo 1830, Venezia)
- Il ruolo del titolo in Chiara di Rosembergh di Ricci (11 ottobre 1831, Milano)
- Il ruolo del titolo in Enrico di Monfort di Coccia (12 novembre 1831, Milano)
- Il ruolo del titolo in Ivanhoe di Pacini (19 marzo 1832, Venezia)
- Estella in Carlo di Borgogna di Pacini (21 febbraio 1835, Venezia)

## Repertorio (parziale)
| Ruolo                | Titolo                     | Autore    |
| -------------------- | -------------------------- | --------- |
| Imogene              | Il pirata                  | Bellini   |
| Alaide               | La straniera               | Bellini   |
| Romeo Montecchi      | I Capuleti e i Montecchi   | Bellini   |
| Amina                | La sonnambula              | Bellini   |
| Norma                | Norma                      | Bellini   |
| Elvira               | I puritani                 | Bellini   |
| Rosmonda             | Rosmonda d'Inghilterra     | Coccia    |
| Enrico di Monfort    | Enrico di Monfort          | Coccia    |
| Amelia               | Edoardo in Iscozia         | Coccia    |
| Elisabetta           | Otto mesi in due ore       | Donizetti |
| Anna Bolena          | Anna Bolena                | Donizetti |
| Antonina             | Belisario                  | Donizetti |
| Francesca da Polenta | Francesca da Rimini        | Generali  |
| ?                    | Il Romito di Provenza      | Generali  |
| Armando              | Il crociato in Egitto      | Meyerbeer |
| Adelaide             | Adelaide e Comingio        | Pacini    |
| Ottavia              | L'ultimo giorno di Pompei  | Pacini    |
| Leodato              | Gli arabi nelle Gallie     | Pacini    |
| Corrado              | Il corsaro                 | Pacini    |
| Ivanhoe              | Ivanhoe                    | Pacini    |
| Damiano              | Il contestabile di Chester | Pacini    |
| Estella              | Carlo di Borgogna          | Pacini    |
| Ildegonda            | Costantino in Arles        | Persiani  |
| Chiara di Rosembergh | Chiara di Rosembergh       | Ricci     |
| Desdemona            | Otello                     | Rossini   |
| Angelina             | La Cenerentola             | Rossini   |
| Malcolm              | La donna del lago          | Rossini   |
| Bianca Falliero      | Bianca e Falliero          | Rossini   |
| Arsace               | Semiramide                 | Rossini   |
| Sinaide              | Mosè e Faraone             | Rossini   |
| Pamira               | L'assedio di Corinto       | Rossini   |
| Romeo Montecchi      | Giulietta e Romeo          | Vaccaj    |